# Quận Clinch, Georgia
Quận Clinch là một quận trong tiểu bang Georgia, Hoa Kỳ. Quận lỵ đóng ở thành phố Homerville 6. Theo điều tra dân số năm 2010 của Cục điều tra dân số Hoa Kỳ, quận có dân số 6.798 người 2.